# Hacqueville
Hacqueville is een gemeente in het Franse departement Eure (regio Normandië) en telt 442 inwoners (2016). De plaats maakt deel uit van het arrondissement Les Andelys.

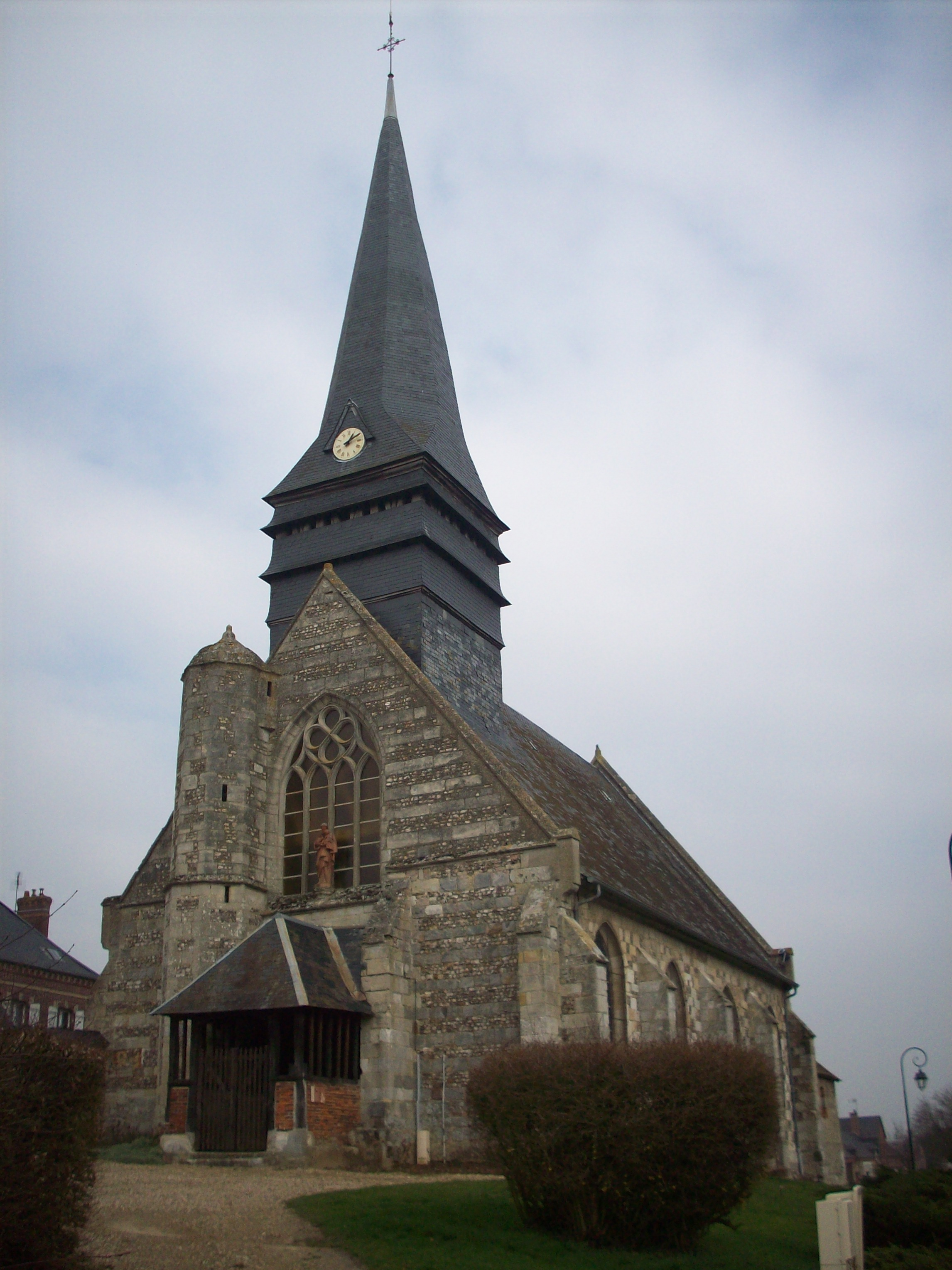
Kerk van Hacqueville
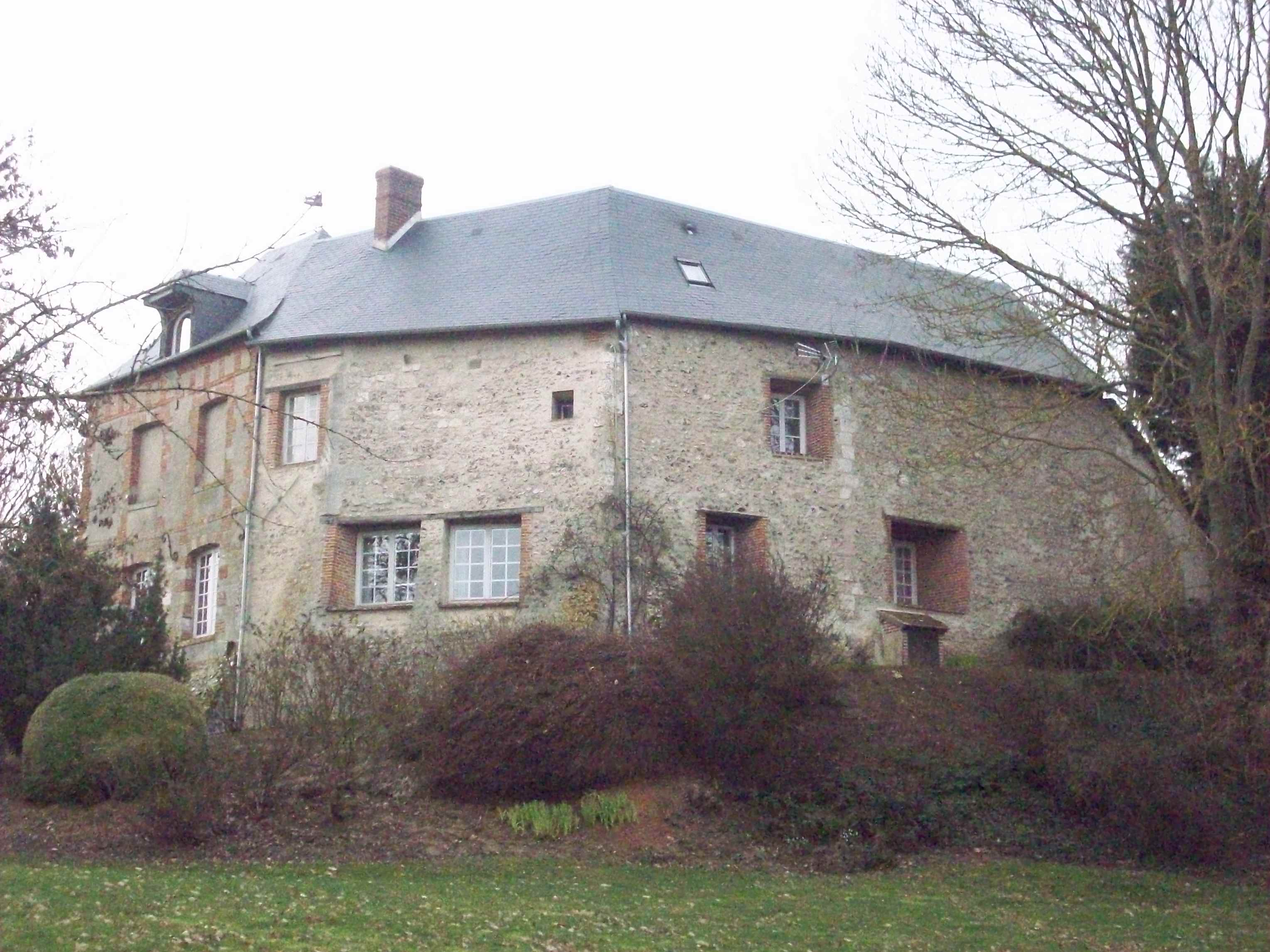
Kasteel van Hacqueville

## Geografie
De oppervlakte van Hacqueville bedraagt 9,7 km², de bevolkingsdichtheid is 43,3 inwoners per km².
De onderstaande kaart toont de ligging van Hacqueville met de belangrijkste infrastructuur en aangrenzende gemeenten.

## Demografie
Onderstaande figuur toont het verloop van het inwonertal (bron: INSEE-tellingen).

## Geboren in Hacqueville
- Marc Isambard Brunel (1769-1849), Frans-Brits ingenieur